# 伊曼纽尔·赛斯
伊曼纽尔·赛斯（法語：Emmanuel Saez，1972年11月26日—），加州大学伯克利分校经济学教授。1999年在麻省理工学院获经济学博士学位。2009年，他以对于财富和收入不平等原因方面的前沿研究，获约翰·贝茨·克拉克奖。